# Go ai XIX Giochi asiatici – Femminile a squadre
La competizione di Go femminile a squadre ai XIX Giochi asiatici di Hangzhou, Cina, si è disputata tra il 29 settembre e 3 ottobre settembre 2023 nella Hangzhou Qi-Yuan Chess Hall.
| Oro                                              | Argento                                                   | Bronzo                                      |
| Cina                                             | Corea del Sud                                             | Giappone                                    |
| Wu Yiming 5p Yu Zhiying 7p Li He 5p Wang Yubo 5p | Kim Eun-ji 7p O Yu-jin 9p Choi Jeong 9p Kim Chae-yeong 8p | Ueno Asami 5p Ueno Risa 2p Fujisawa Rina 6p |

## Programma
Tutti gli orari sono dati nel tempo standard cinese (UTC+8)
| Data                  | Orario | Evento              |
| --------------------- | ------ | ------------------- |
| Venerdì, 29 settembre | 9:30   | Turno preliminare 1 |
| Venerdì, 29 settembre | 15:00  | Turno preliminare 2 |
| Sabato, 30 settembre  | 9:30   | Turno preliminare 3 |
| Sabato, 30 settembre  | 15:00  | Turno preliminare 4 |
| Domenica, 1 ottobre   | 9:30   | Turno preliminare 5 |
| Lunedì, 2 ottobre     | 9:30   | Semifinali          |
| Lunedì, 2 ottobre     | 15:00  | Finale bronzo       |
| Martedì, 3 ottobre    | 9:30   | Finale oro          |

## Formato
La competizione è suddivisa in due fasi. La prima fase, i preliminari, prevede 5 turni, con due punti assegnati per ciascuna vittoria: le prime quattro squadre passano alla seconda fase, che adotta un sistema a eliminazione diretta, semifinali più finale. Le partite si disputano tutte con un tempo principale di 1 ora, più 30 secondi di byo-yomi.

### Partecipanti
Ogni squadra seleziona tre membri, con il relativo ordine, più una eventuale sostituta.
|   | Squadra       | Tavolo 1            | Tavolo 2                    | Tavolo 3                 | Riserva             |
| - | ------------- | ------------------- | --------------------------- | ------------------------ | ------------------- |
| 1 | Giappone      | Ueno Asami 5p       | Ueno Risa 2p                | Fujisawa Rina 6p         | –                   |
| 2 | Tailandia     | Sornarra Pinyada 4d | Chantharojwong Nathanich 4d | Bhornavalai Waranphat 4d | Tanpisuth Weerin 4d |
| 3 | Taipei        | Lu Yuhua 4p         | Yang Zixuan 5p              | Hei Jiajia 7p            | Li Jiaxin 2p        |
| 4 | Corea del Sud | Kim Eun-ji 7p       | O Yu-jin 9p                 | Choi Jeong 9p            | Kim Chae-young 8p   |
| 5 | Malaysia      | Chang Xin 1d        | Yong Qing 4d                | Tan Yan Ying 2d          | Tan Hooi Yan 7d     |
| 6 | Hong Kong     | Kan Ying 2p         | Liu Yuxin 2p                | Lee Lok Yi 5d            | Yang Sin Ki 5d      |
| 7 | Mongolia      | Gantulga Shinetuya  | Gungaanyam Nomin-Erdene     | Otgonmaa Dechmaa         | –                   |
| 8 | Cina          | Wu Yiming 5p        | Yu Zhiying 7p               | Li He 5p                 | Wang Yubo 5p        |

Di seguito al nome di ciascuna goista è indicato il suo livello in dan, seguito da 'p' per le professioniste e 'd' per le dilettanti.
Le partecipanti giapponesi sono state selezionate nel seguente modo: Fujisawa e Ueno Asami come detentrici di titoli, Ueno Risa tramite un torneo di selezione.
Le partecipanti sudcoreane sono state selezionate nel seguente modo: Choi Jeong e O Yu-jin per le loro posizioni in classifica, Kim Eun-ji e Kim Chae-young tramite un torneo di selezione.
Le partecipanti cinesi sono state selezionate tramite un torneo: Wu Yiming e Yu Zhiying sono arrivate prime a pari merito, seguite da Wang Yubo, mentre Li He ha dovuto vincere lo spareggio contro Tang Jiawen.
Della compagine di Taipei faceva parte originariamente Su Sheng-Fang 4p, la quale si è però ritirata a gennaio 2023, accusando poi ad agosto l'allenatore della squadra taiwanese Zhou Junxun di molestie sessuali e bullismo, in complicità con alcuni compagni di squadra; Zhou ha dato le dimissioni da allenatore .

## Eliminatorie
Il torneo preliminare coinvolge otto squadre e prevede cinque turni da quattro incontri ciascuno; il sistema adottato è il sistema svizzero senza bye, e dunque ogni turno è determinato in base alla classifica corrente e agli incontri precedenti.
| Pos. | Squadra   | Pt | V | P | PV | PP |
| ---- | --------- | -- | - | - | -- | -- |
| 1    | Corea     | 10 | 5 | 0 | 13 | 2  |
| 2    | Cina      | 8  | 4 | 1 | 11 | 4  |
| 3    | Giappone  | 6  | 3 | 2 | 11 | 4  |
| 4    | Hong Kong | 6  | 3 | 2 | 8  | 7  |
| 5    | Taipei    | 4  | 2 | 3 | 7  | 8  |
| 6    | Tailandia | 4  | 2 | 3 | 6  | 9  |
| 7    | Malaysia  | 2  | 1 | 4 | 4  | 11 |
| 8    | Mongolia  | 0  | 0 | 5 | 0  | 15 |

| Squadra       | Turno 1             | Turno 2             | Turno 3             | Turno 4             | Turno 5             |
| ------------- | ------------------- | ------------------- | ------------------- | ------------------- | ------------------- |
| Corea del Sud | Taipei ◯ 3-0        | Hong Kong ◯ 3-0     | Cina ◯ 2-1          | Giappone ◯ 2-1      | Tailandia ◯ 3-0     |
| Cina          | Mongolia ◯ 3-0      | Giappone ◯ 2-1      | Corea del Sud X 1-2 | Hong Kong ◯ 3-0     | Taipei ◯ 2-1        |
| Giappone      | Tailandia ◯ 3-0     | Cina X 1-2          | Taipei ◯ 3-0        | Corea del Sud X 1-2 | Malaysia ◯ 3-0      |
| Hong Kong     | Malaysia ◯ 3-0      | Corea del Sud X 0-3 | Tailandia ◯ 2-1     | Cina X 0-3          | Mongolia ◯ 3-0      |
| Taipei        | Corea del Sud X 0-3 | Malaysia ◯ 3-0      | Giappone X 0-3      | Mongolia ◯ 3-0      | Cina X 1-2          |
| Tailandia     | Giappone X 0-3      | Mongolia ◯ 3-0      | Hong Kong X 1-2     | Malaysia ◯ 2-1      | Corea del Sud X 0-3 |
| Malaysia      | Hong Kong X 0-3     | Taipei X 0-3        | Mongolia ◯ 3-0      | Tailandia X 1-2     | Giappone X 0-3      |
| Mongolia      | Cina X 0-3          | Tailandia X 0-3     | Malaysia X 0-3      | Taipei X 0-3        | Hong Kong X 0-3     |

### Turno 1
Turno preliminare 1, 29 settembre, 9:30.
| Giappone         | 3–0 | Tailandia                   |
| ---------------- | --- | --------------------------- |
| Ueno Asami 5p    | N   | Sornarra Pinyada 4d         |
| Ueno Risa 2p     | B   | Chantharojwong Nathanich 4d |
| Fujisawa Rina 6p | N   | Bhornavalai Waranphat 4d    |

| Taipei         | 0–3   | Corea             |
| -------------- | ----- | ----------------- |
| Lu Yuhua 4p    | B+R   | Kim Eun-ji 7p     |
| Yang Zixuan 5p | N+R   | Choi Jeong 9p     |
| Hei Jiajia 7p  | B+0,5 | Kim Chae-young 8p |

| Malaysia        | 0–3 | Hong Kong     |
| --------------- | --- | ------------- |
| Chang Xin 1d    | B   | Kan Ying 2p   |
| Yong Qing 4d    | N   | Liu Yuxin 2p  |
| Tan Yan Ying 2d | B   | Lee Lok Yi 5d |

| Mongolia                | 0–3 | Cina          |
| ----------------------- | --- | ------------- |
| Gantulga Shinetuya      | B   | Wu Yiming 5p  |
| Gungaanyam Nomin-Erdene | N   | Yu Zhiying 7p |
| Otgonmaa Dechmaa        | B   | Wang Yubo 5p  |

### Turno 2

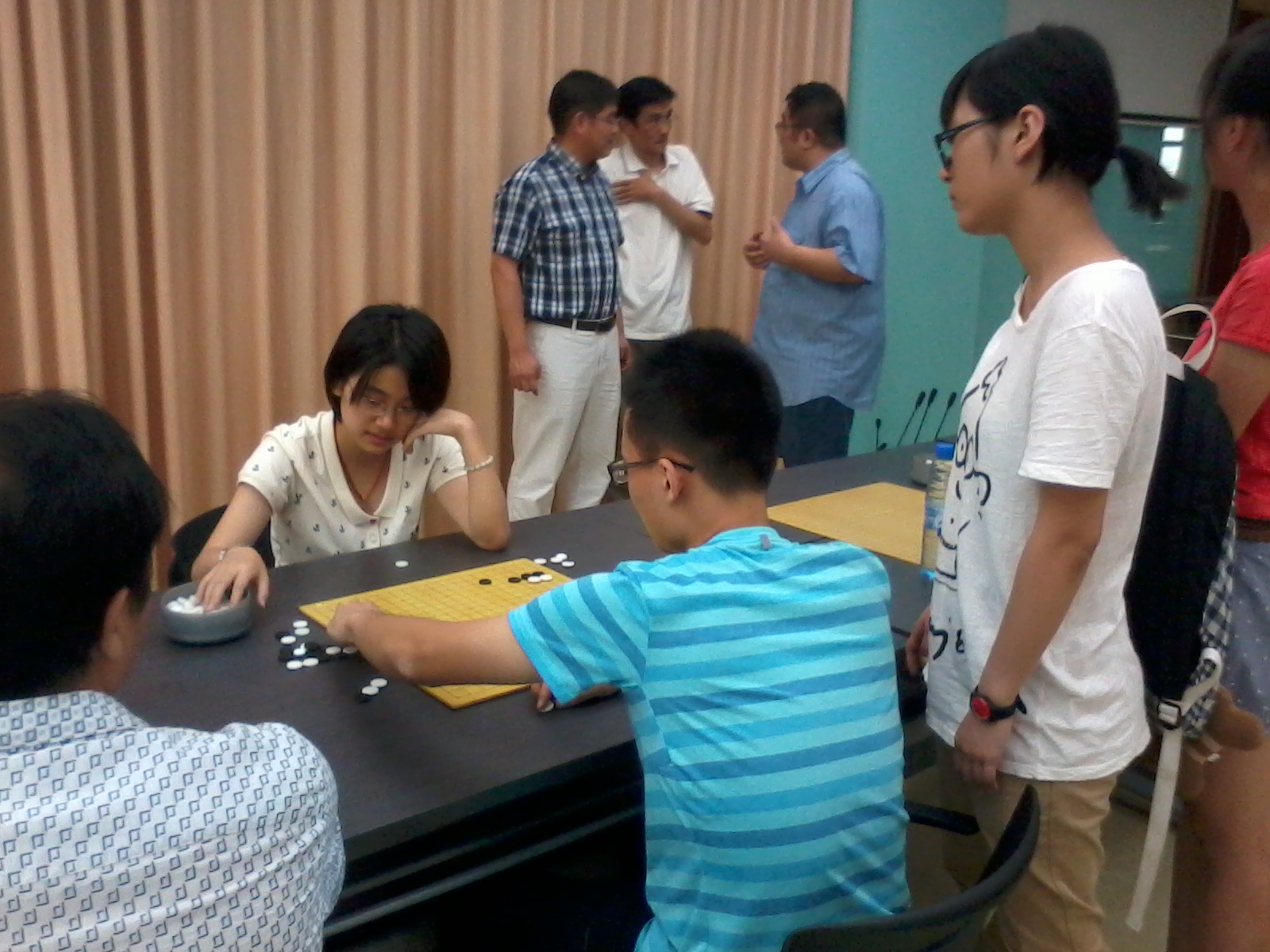
Yu Zhiying 7p, compete per la squadra femminile cinese

Turno preliminare 2, 29 settembre, 15:00.
| Cina          | 2–1   | Giappone         |
| ------------- | ----- | ---------------- |
| Wu Yiming 5p  | N+R   | Ueno Asami 5p    |
| Yu Zhiying 7p | B+8,5 | Ueno Risa 2p     |
| Li He 5p      | B+R   | Fujisawa Rina 6p |

| Hong Kong     | 0–3 | Corea             |
| ------------- | --- | ----------------- |
| Kan Ying 2p   | B   | Kim Eun-ji 7p     |
| Liu Yuxin 2p  | N   | O Yu-jin 9p       |
| Lee Lok Yi 5d | B   | Kim Chae-young 8p |

| Tailandia                | 3–0 | Mongolia                |
| ------------------------ | --- | ----------------------- |
| Sornarra Pinyada 4d      | N   | Gantulga Shinetuya      |
| Bhornavalai Waranphat 4d | B   | Gungaanyam Nomin-Erdene |
| Tanpisuth Weerin 4d      | N   | Otgonmaa Dechmaa        |

| Malaysia        | 0–3 | Taipei         |
| --------------- | --- | -------------- |
| Yong Qing 4d    | B   | Lu Yuhua 4p    |
| Tan Yan Ying 2d | N   | Yang Zixuan 5p |
| Tan Hooi Yan 7d | B   | Li Jiaxin 2p   |

### Turno 3

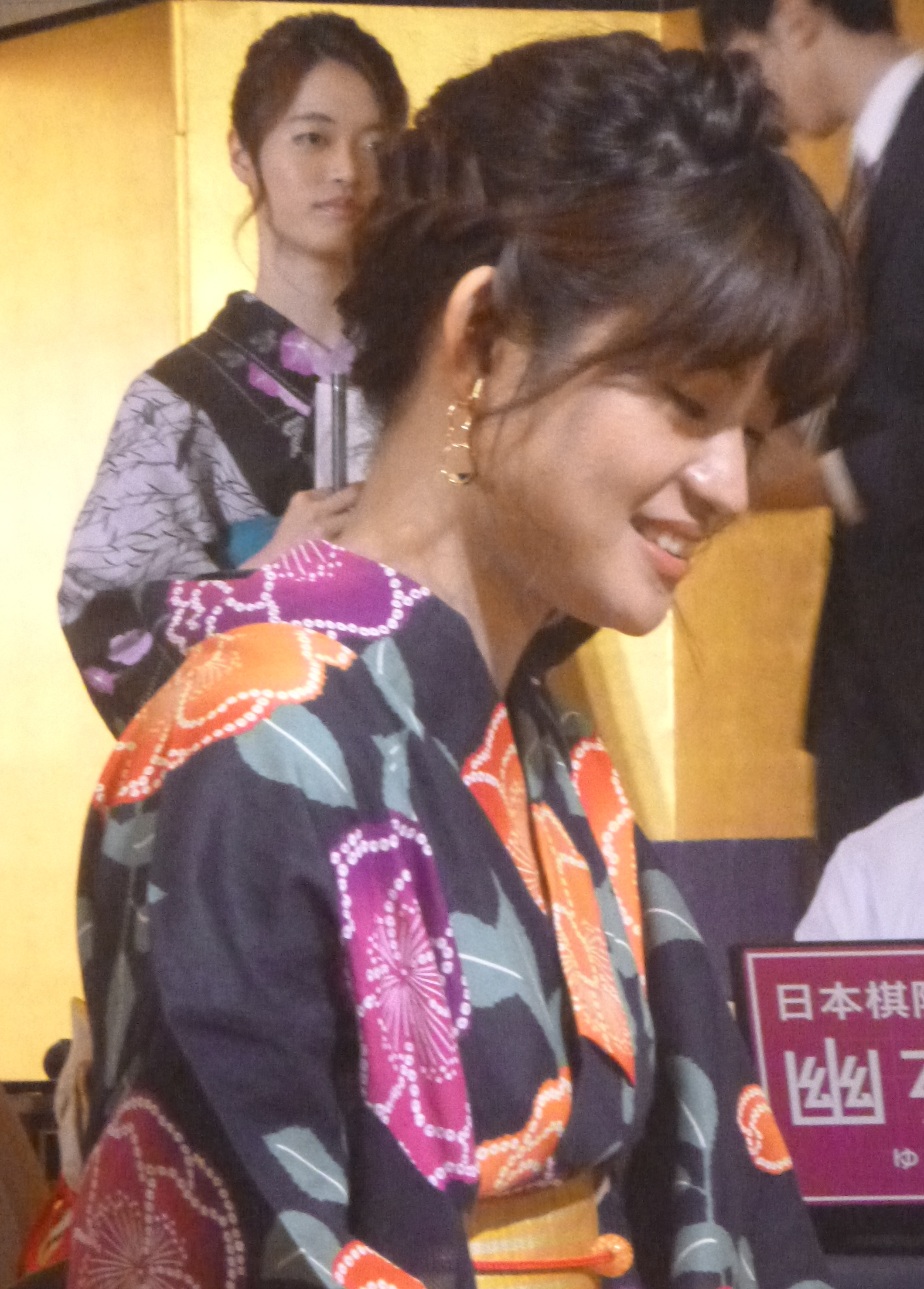
Fujisawa Rina 6p compete per la squadra femminile giapponese

Turno preliminare 3, 30 settembre, 9:30.
| Corea         | 2–1   | Cina          |
| ------------- | ----- | ------------- |
| Kim Eun-ji 7p | B+R   | Wu Yiming 5p  |
| O Yu-jin 9p   | B+4,5 | Yu Zhiying 7p |
| Choi Jeong 9p | N+R   | Li He 5p      |

| Giappone         | 3–0 | Taipei         |
| ---------------- | --- | -------------- |
| Ueno Asami 5p    | N+R | Lu Yuhua 4p    |
| Ueno Risa 2p     | B+R | Yang Zixuan 5p |
| Fujisawa Rina 6p | N+R | Hei Jiajia 7p  |

| Tailandia                   | 1–2 | Hong Kong      |
| --------------------------- | --- | -------------- |
| Sornarra Pinyada 4d         | B   | Kan Ying 2p    |
| Chantharojwong Nathanich 4d | N   | Liu Yuxin 2p   |
| Bhornavalai Waranphat 4d    | N   | Yang Sin Ki 5d |

| Mongolia                | 0–3 | Malaysia        |
| ----------------------- | --- | --------------- |
| Gantulga Shinetuya      | B   | Chang Xin 1d    |
| Gungaanyam Nomin-Erdene | N   | Yong Qing 4d    |
| Otgonmaa Dechmaa        | B   | Tan Yan Ying 2d |

### Turno 4

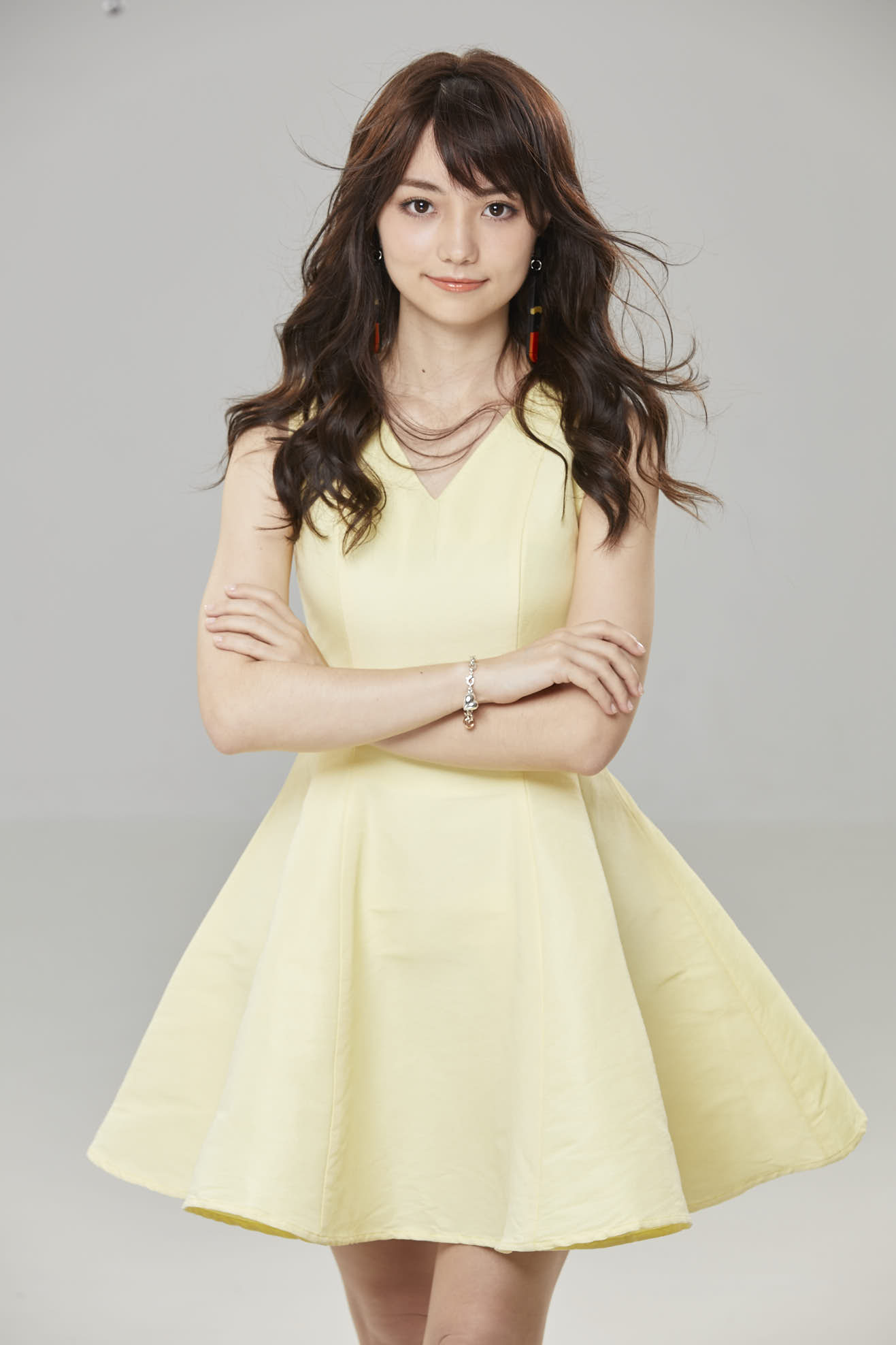
Hei Jiajia 7p, compete per la squadra femminile taiwanese

Turno preliminare 4, 30 settembre, 15:00.
| Corea         | 2–1   | Giappone         |
| ------------- | ----- | ---------------- |
| Kim Eun-ji 7p | B+2,5 | Ueno Asami 5p    |
| O Yu-jin 9p   | B+R   | Ueno Risa 2p     |
| Choi Jeong 9p | N+R   | Fujisawa Rina 6p |

| Cina         | 3–0 | Hong Kong      |
| ------------ | --- | -------------- |
| Wu Yiming 5p | N   | Kan Ying 2p    |
| Li He 5p     | B   | Liu Yuxin 2p   |
| Wang Yubo 5p | N   | Yang Sin Ki 5d |

| Malaysia        | 1–2 | Tailandia                   |
| --------------- | --- | --------------------------- |
| Chang Xin 1d    | B   | Sornarra Pinyada 4d         |
| Yong Qing 4d    | N   | Chantharojwong Nathanich 4d |
| Tan Yan Ying 2d | N   | Tanpisuth Weerin 4d         |

| Taipei         | 3–0 | Mongolia                |
| -------------- | --- | ----------------------- |
| Yang Zixuan 5p | N   | Gantulga Shinetuya      |
| Hei Jiajia 7p  | B   | Gungaanyam Nomin-Erdene |
| Li Jiaxin 2p   | N   | Otgonmaa Dechmaa        |

### Turno 5
Turno preliminare 5, 1º ottobre, 9:30.
| Tailandia                   | 0–3 | Corea         |
| --------------------------- | --- | ------------- |
| Sornarra Pinyada 4d         | B   | Kim Eun-ji 7p |
| Chantharojwong Nathanich 4d | N   | O Yu-jin 9p   |
| Tanpisuth Weerin 4d         | B   | Choi Jeong 9p |

| Taipei         | 1–2   | Cina          |
| -------------- | ----- | ------------- |
| Lu Yuhua 4p    | B+R   | Wu Yiming 5p  |
| Yang Zixuan 5p | B+8,5 | Yu Zhiying 7p |
| Hei Jiajia 7p  | B+R   | Li He 5p      |

| Giappone         | 3–0 | Malaysia        |
| ---------------- | --- | --------------- |
| Ueno Asami 5p    | N   | Yong Qing 4d    |
| Ueno Risa 2p     | B   | Tan Yan Ying 2d |
| Fujisawa Rina 6p | N   | Tan Hooi Yan 7d |

| Hong Kong     | 3–0 | Mongolia                |
| ------------- | --- | ----------------------- |
| Kan Ying 2p   | N   | Gantulga Shinetuya      |
| Liu Yuxin 2p  | B   | Gungaanyam Nomin-Erdene |
| Lee Lok Yi 5d | N   | Otgonmaa Dechmaa        |

## Finali
|  | Semifinali 2 ottobre 9:30 | Semifinali 2 ottobre 9:30 | Semifinali 2 ottobre 9:30 |      |       | Finale medaglia d'oro 3 ottobre 9:30      | Finale medaglia d'oro 3 ottobre 9:30      | Finale medaglia d'oro 3 ottobre 9:30      |  |
|  |                           |                           |                           |      |       |                                           |                                           |                                           |  |
|  | 1º                        | Corea                     | 3                         |      |       |                                           |                                           |                                           |  |
|  | 1º                        | Corea                     | 3                         |      |       |                                           |                                           |                                           |  |
|  | 4º                        | Hong Kong                 | 0                         |      |       |                                           |                                           |                                           |  |
|  | 4º                        | Hong Kong                 | 0                         |      | Corea | Corea                                     | 1                                         |                                           |  |
|  |                           |                           |                           |      | Corea | Corea                                     | 1                                         |                                           |  |
|  |                           |                           | Cina                      | Cina | 2     |                                           |                                           |                                           |  |
|  | 3º                        | Giappone                  | Cina                      | Cina | 2     | 1                                         |                                           |                                           |  |
|  | 3º                        | Giappone                  |                           |      |       | 1                                         |                                           |                                           |  |
|  | 2º                        | Cina                      | 2                         |      |       | Finale medaglia di bronzo 2 ottobre 15:00 | Finale medaglia di bronzo 2 ottobre 15:00 | Finale medaglia di bronzo 2 ottobre 15:00 |  |
|  | 2º                        | Cina                      | 2                         |      |       |                                           |                                           |                                           |  |
|  |                           |                           |                           |      |       |                                           |                                           |                                           |  |
|  |                           |                           |                           |      |       | Hong Kong                                 | Hong Kong                                 | 0                                         |  |
|  |                           |                           |                           |      |       | Hong Kong                                 | Hong Kong                                 | 0                                         |  |
|  |                           |                           |                           |      |       | Giappone                                  | Giappone                                  | 3                                         |  |

### Semifinali
2 ottobre, 9:30.
| Corea             | 3–0 | Hong Kong     |
| ----------------- | --- | ------------- |
| Kim Eun-ji 7p     | B+R | Kan Ying 2p   |
| O Yu-jin 9p       | N+R | Liu Yuxin 2p  |
| Kim Chae-young 8p | B   | Lee Lok Yi 5d |

| Giappone         | 1–2   | Cina          |
| ---------------- | ----- | ------------- |
| Ueno Asami 5p    | N+2,5 | Wu Yiming 5p  |
| Ueno Risa 2p     | N+R   | Yu Zhiying 7p |
| Fujisawa Rina 6p | B+R   | Li He 5p      |

### Finale per la medaglia di bronzo
2 ottobre, 15:00.
| Hong Kong     | 0–3   | Giappone         |
| ------------- | ----- | ---------------- |
| Kan Ying 2p   | B+2,5 | Ueno Asami 5p    |
| Liu Yuxin 2p  | N+R   | Ueno Risa 2p     |
| Lee Lok Yi 5d | B     | Fujisawa Rina 6p |

### Finale per la medaglia d'oro
3 ottobre, 9:30.
| Corea         | 1–2   | Cina          |
| ------------- | ----- | ------------- |
| Kim Eun-ji 7p | N+R   | Wu Yiming 5p  |
| O Yu-jin 9p   | N+1,5 | Yu Zhiying 7p |
| Choi Jeong 9p | N+R   | Li He 5p      |